# Cathy Barriga
Cathy Carolina Barriga Guerra (nacida Catherine Carolina Barriga Guerra; Santiago, 9 de abril de 1973) es una figura televisiva, licenciada en psicología y política chilena. Entre diciembre de 2016 y junio de 2021 se desempeñó como alcaldesa de Maipú, siendo la primera mujer en ocupar dicho cargo en la historia de la comuna.
A raíz de sus gestiones como alcaldesa, en enero de 2024 fue formalizada por delitos de fraude al fisco y falsificación de instrumento público, quedando con arresto domiciliario mientras se prosigue con la investigación. En noviembre del mismo año, Barriga fue puesta en prisión preventiva. Si bien su defensa ha apelado a esta decisión repetidas veces, la Fiscalía ha insistido en que Barriga es un peligro para la seguridad de la sociedad, lo que ha significado que ella entre y salga de la cárcel en varias ocasiones a la espera del juicio.

## Primeros años
Pasó su infancia en la comuna de Peñalolén, en Santiago. Su padre, José Barriga Vergara, trabajaba en el casino de una empresa, mientras que su madre, Ilse Guerra Rivera, ejercía como peluquera.
Estudió psicología y recibió el grado de Licenciada en la Universidad Santo Tomás. En el primer semestre de 2021 obtuvo un diplomado en Abordaje Integral de los Trastornos del Espectro Autista impartido por la Facultad de Medicina de la Pontificia Universidad Católica de Chile.

## Carrera mediática
En 1989, trabajaba como promotora de supermercados cuando comenzó a presentarse a concursos de belleza por iniciativa de su madre. Al año siguiente, ganó el concurso «Reina de Playas y Piscinas», lo cual sería el primer paso para que años más tarde entrara a la televisión, como modelo en el programa Chipe libre de Chilevisión.
En 1996 ingresó a Maldita sea (Rock & Pop), donde forjó un personaje llamado «la Robotina»; estuvo en ese programa hasta el año 1999, cuando quedó embarazada. En 2000 se integró al elenco de bailarines del programa juvenil Mekano (Mega), conocido como «Team Mekano», logrando gran popularidad a inicios de los años 2000. Estuvo en ese programa hasta 2004.
En 2005 participó en el reality show La granja VIP (Canal 13) y en 2012 concursó en la quinta temporada del programa Fiebre de baile (Chilevisión). En 2013 inició un emprendimiento, abriendo una tienda de ropa, que tuvo una corta duración.
El 26 de julio de 2019, cuando Barriga todavía era alcaldesa, la Municipalidad de Maipú estrenó el matinal Renace tu mañana, conducido por Barriga, en el cual se informaba a la ciudadanía sobre diversas situaciones que ocurrían en la comuna.
En 24 de junio de 2023, Barriga regresó a la televisión participando como panelista estable del programa de farándula Me late estelar, transmitido por el canal de cable Zona Latina.
En octubre de 2024, estando con la medida cautelar de reclusión domiciliaria total por las acusaciones de malversación de recursos públicos mientras era alcaldesa de Maipú, empezó a producir y comercializar contenido erótico a través de la plataforma de suscripción Onfayer. Ante esto, un grupo de parlamentarios del partido Demócratas presentó un proyecto de ley para impedir que personas formalizadas que se encuentren con arresto domiciliario —como Cathy Barriga y Camila Polizzi— obtengan beneficios económicos publicando contenido en dichas plataformas. Después de compartir sus primeras imágenes luciendo lencería, internautas modificaron las fotografías usando inteligencia artificial, divulgando posteriormente un set de imágenes donde Barriga parecía estar desnuda.

## Vida personal
Durante su paso por televisión, mantuvo un noviazgo con Ronny «Dance» Munizaga, su compañero de elenco en el programa Mekano, y con el español Javier Estrada, a quien conoció durante su paso por el reality show La granja VIP.
En 2004 Barriga inició una relación sentimental con Joaquín Lavín León, hijo del político Joaquín Lavín Infante, con quien contrajo matrimonio en abril de 2009. Tiene tres hijos; uno fruto de una relación anterior, y dos con Lavín.
En marzo de 2016, Barriga solicitó ante el 21º Juzgado Civil de Santiago el cambio de su nombre de pila a «Cathy», argumentando que desde su ingreso a la televisión es conocida socialmente por ese hipocorístico. Debido a que el trámite culminó en octubre de 2016 —semanas antes de las elecciones municipales donde ella participó como candidata a alcaldesa por Maipú—, su nombre apareció como «Catherine Barriga Guerra» en las papeletas de votación.

## Carrera política

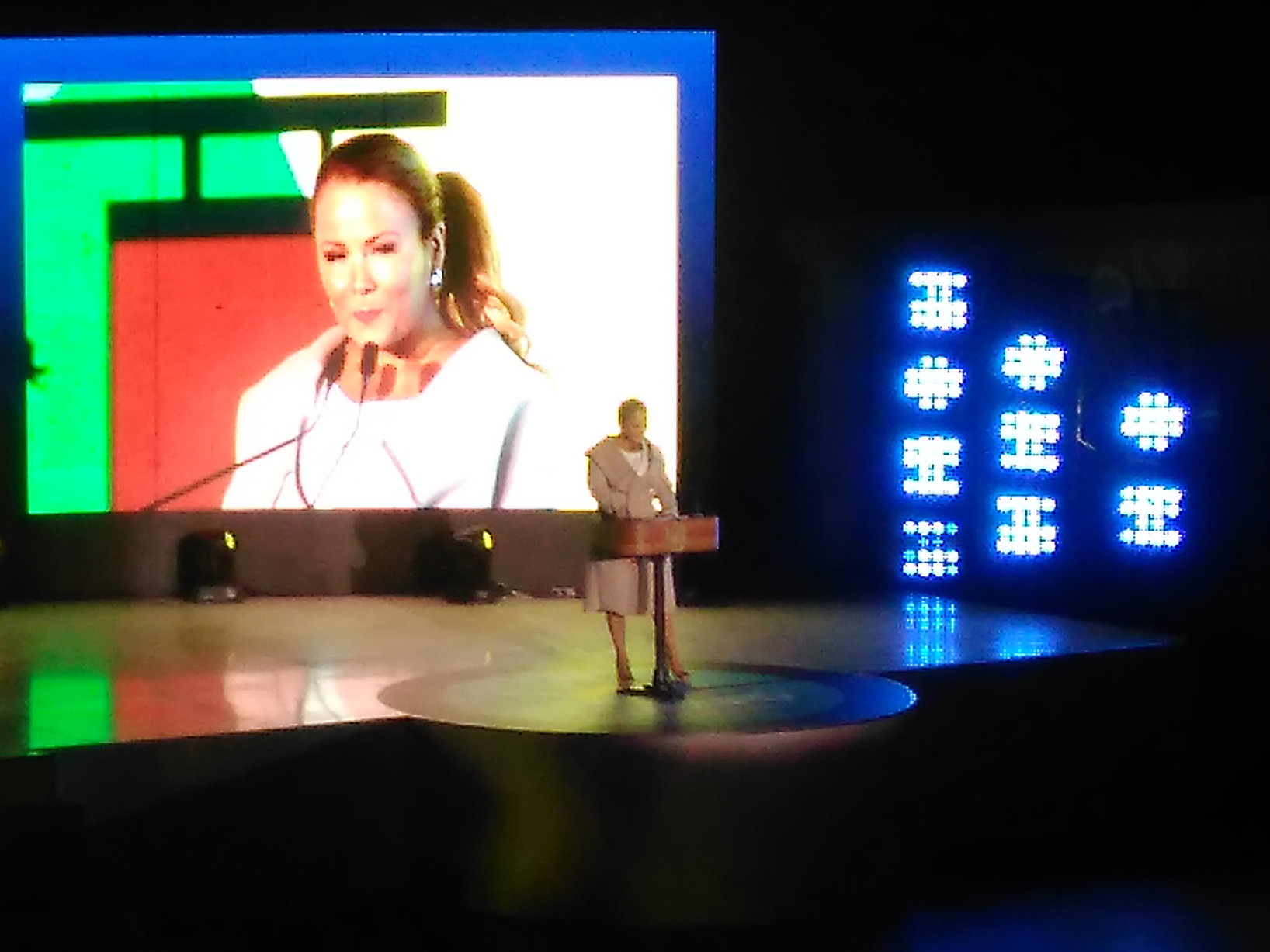
Cuenta pública de Barriga como alcaldesa de Maipú en 2018.

En 2013 postuló al cargo de consejera regional por las comunas de Maipú, Cerrillos y Estación Central, resultando elegida con un 24,05 % de los votos. Durante su permanencia en dicho cargo, Barriga integró las comisiones de Educación y Cultura, Deportes, Infraestructura, Medio Ambiente y Salud.
En 2016, dejó el Consejo Regional para postularse como candidata a alcaldesa de Maipú con el apoyo de Chile Vamos; en la elección obtuvo la primera mayoría con un 36,29 % de los votos.
En 2021 postuló a la reelección por Maipú, quedando en segundo lugar con un 22,37%, por detrás de Tomás Vodanovic (RD), quien obtuvo 46,82 %, no siendo electa.

## Controversias y acusaciones de corrupción
A pocos meses de asumir como alcaldesa, despidió a 470 funcionarios, bajo el argumento de que la municipalidad de Maipú carecía de los recursos suficientes para mantenerlos, y que se trataba de funcionarios contratados durante el período del exalcalde Christian Vittori con exceso de contratos. Esta decisión, que inicialmente fue en general aprobada por la comunidad y los medios, se convirtió en una fuente de controversia, cuando la mayoría de los funcionarios comenzaron a querellarse. Para junio de 2018, esto le había significado al municipio un costo de 920 millones de pesos, de un total de 20 mil millones que deberán pagar, lo que representa un sexto de su patrimonio total. Por otra parte, para abril de 2018, el total de funcionarios solo había disminuido de 3965 (2737 a honorarios) a 3945 (2691 a honorarios), lo que significa que los cargos inicialmente considerados innecesarios debieron ser eventualmente reemplazados. A pesar de que la justicia fallara a favor de los demandantes, el municipio y Cathy Barriga se negaron a realizar los pagos declarados. Producto de lo anterior, el 31 de octubre, a través de dos resoluciones emitidas desde el Juzgado de Cobranza Laboral y Previsional de Santiago, dos juezas ordenaron el embargo de bienes de la subvención escolar preferencial y dieron un plazo de cinco días a Barriga para pagar la multa ya descrita, advirtiendo que la ley permite emitir una orden de arresto si es que no lo hace.

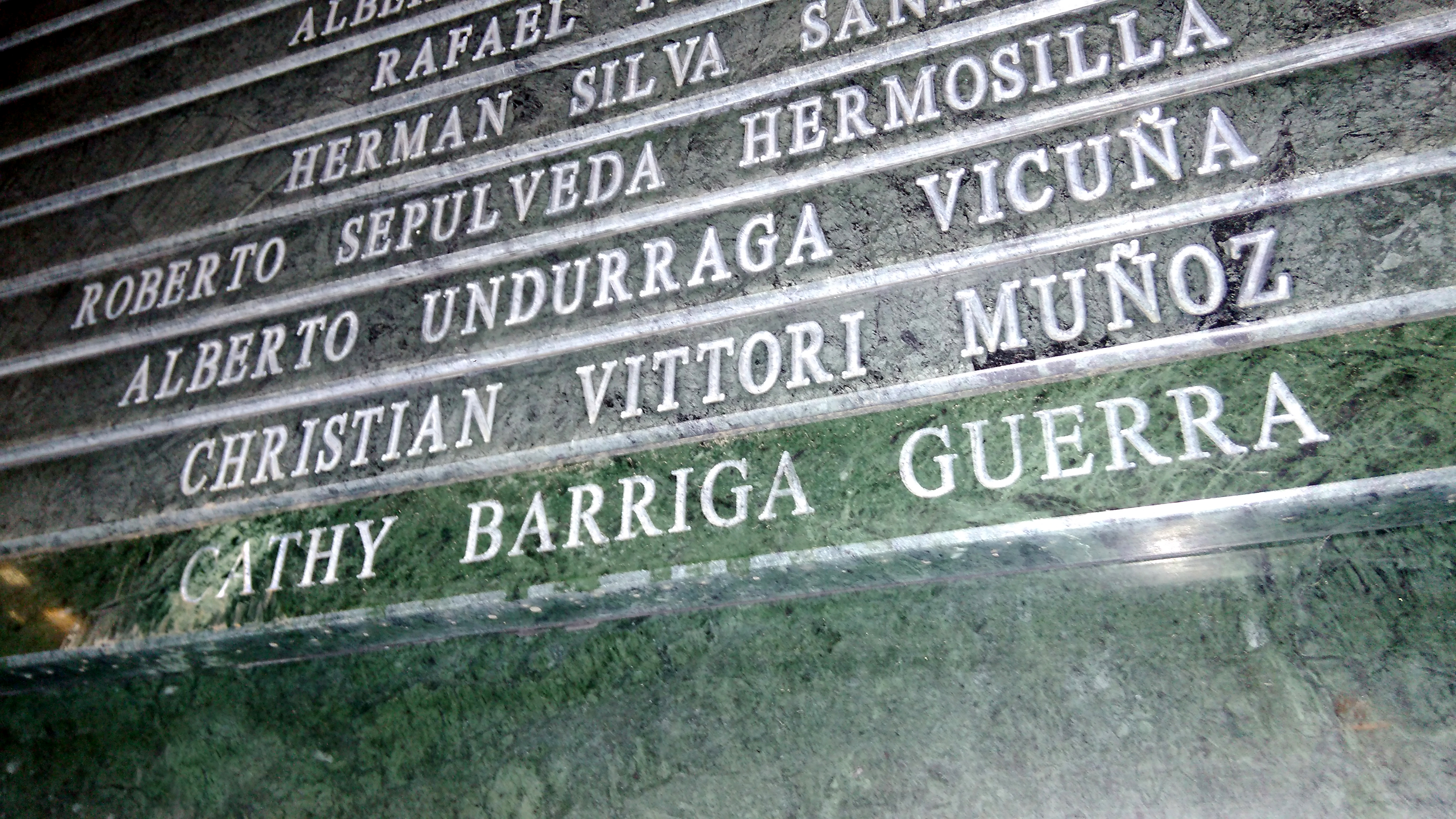
El nombre de Cathy Barriga Guerra como parte del Monumento a las Autoridades Alcaldicias de Maipú.

A lo anterior se le sumaron otras denuncias en Contraloría, por falta de probidad al promocionar lentes durante su ejercicio como funcionaria pública; gastos excesivos durante la presentación de su cuenta pública (muy superiores a los de comunas con más recursos, como Las Condes o Providencia); una intervención en el Cerro Primo de Rivera —declarado Monumento Nacional desde 1991— sin los permisos correspondientes; reiteradas inasistencias a los concejos municipales; el uso de recursos municipales para campañas políticas del presidente Sebastián Piñera y su esposo, el diputado Joaquín Lavín León; y el uso excesivo de su imagen personal en la difusión de actividades municipales.
A principios de octubre de 2018, fue sancionada por la Contraloría General de la República con una multa del 10 % de su salario (esto es, una multa de $539 801 pesos) y una anotación de demérito por grabar en agosto del mismo año un vídeo realizando el popular «Kiki Challenge» utilizando un vehículo municipal en la explanada del Templo Votivo de Maipú.
A principios de diciembre de 2018, el medio La Voz de Maipú aseguró que Barriga aún no había obtenido su licenciatura en psicología al momento de asumir como alcaldesa y que falsificó sus antecedentes académicos el 28 de abril de 2014. Lo hizo como Consejera Regional, cuando dio su declaración de patrimonio. Finalmente, su certificado de licenciatura data del 4 de mayo de 2017, lo que, a juicio de La Voz de Maipú, deja dudas sobre en qué momento asistió a clases.
En enero de 2019, creó la beca «Señora Alcaldesa Cathy Barriga Guerra» para premiar a los puntajes nacionales de la PSU, quienes podrán estudiar gratis mientras dure su mandato, lo que desató críticas en redes sociales y en el mundo político por su nombre narcisista.
El 21 de enero de 2019 se dio a conocer que, en noviembre de 2018, Barriga inauguró en el Liceo Nacional de Maipú un mural donde aparece su retrato junto al de otros próceres de la patria. Esto desató burlas y reacciones de desaprobación en parte de la opinión pública. Barriga se defendió argumentando que era justo, pues era la primera alcaldesa en los 127 años de la comuna.
Más tarde, el 28 de enero de 2019, medios de comunicación informaron que el Centro Veterinario Municipal de Maipú había sido decorado con fotografías de Cathy Barriga posando junto a mascotas. A fines de enero de 2019, se inauguró la Primera Granja Alimentaria Municipal, en la comuna de Maipú, a la que posteriormente se le instaló una gigantografía con una caricatura de Cathy Barriga que invitaba a tomarse fotos a los niños.
A inicios de mayo de 2019, según informó La Tercera PM, el municipio gastó $1 852 717 363 durante el año 2018 en la realización de doce eventos artísticos y culturales que incluyen festivales, contratación de imitadores, grupos musicales, folclóricos y otros.

A principios de julio de 2019, de acuerdo a lo consignado por el medio digital Interferencia.cl, Cathy Barriga realizó un viaje a Mendoza para ver un ballet de La Cenicienta junto a dieciocho funcionarios municipales. De acuerdo al reportaje, el viaje habría tenido un costo millonario debido a los altos viáticos que se pagaron a los trabajadores; sin embargo, al encontrarse esto dentro del marco de acción, no prosperaron los reclamos.[cita requerida]

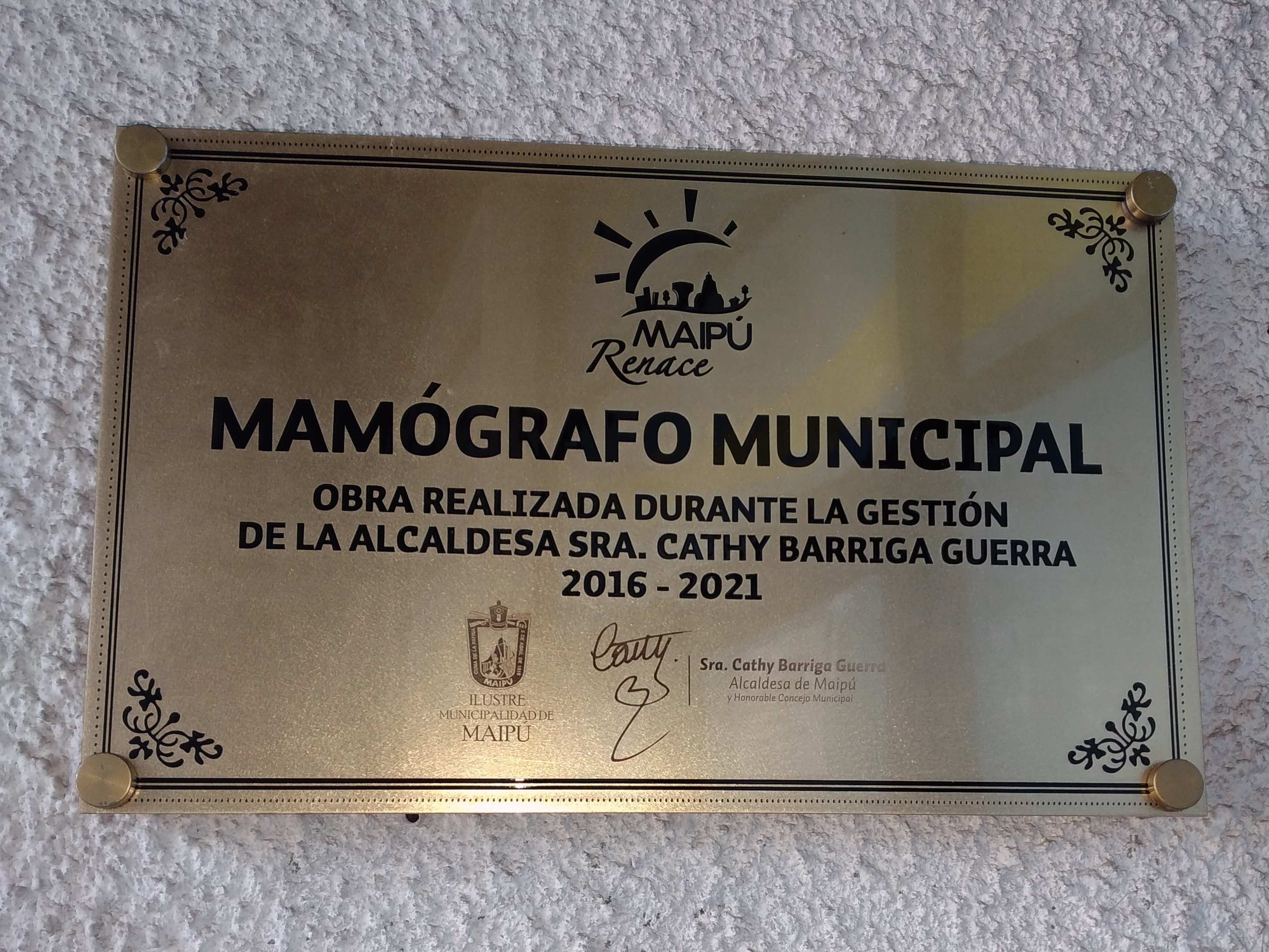
Antes de abandonar la alcaldía en junio de 2021, Barriga ordenó instalar once placas de bronce para recordar su gestión en distintos puntos de Maipú con un costo de más de cuatro millones de pesos.

En julio de 2019 se dio a conocer una nueva investigación de Interferencia.cl, donde se señalaba que la municipalidad de Maipú había perdido $26 000 millones de pesos chilenos por obras sanitarias no realizadas en la comuna. Posteriormente, Barriga debió enfrentar otra controversia económica. Esta nueva irregularidad tiene que ver con la compra —a través de un convenio marco— de una «casa de jengibre» y una proyección audiovisual a la empresa de un exsocio —en la discoteque Aeropuerto— de Joaquín Lavín León, marido de la alcaldesa; sin embargo, el reclamo no llegó a mayores por encontrarse dentro del marco de acción del rol.[cita requerida]
El 29 de marzo de 2020, en el contexto de la pandemia mundial por coronavirus, Barriga se adelantó al reporte diario que entregaba el Ministerio de Salud y publicó en la prensa que en Maipú había una persona fallecida por COVID-19 (la segunda víctima a nivel nacional), información que fue desmentida por Jaime Mañalich, quien la acusó de «farandularizar» y realizar campaña electoral. En respuesta, Barriga decidió publicar en su cuenta personal de Instagram videos y fotografías donde se le ve en un auto camino a un funeral. A su vez, exhibió el certificado de defunción de la persona y añadió: «El gobierno oculta información, los invito a ver el certificado de defunción». Posteriormente, Mañalich y el doctor Gustavo Huerta, jefe del servicio de pacientes críticos del Hospital de Carabineros, desmintieron la versión de la alcaldesa, asegurando que el test rápido inicial habría dado positivo a la presencia de coronavirus, pero la muestra PCR que se tomó posteriormente resultó negativa.
El 1 de noviembre de 2021, mediante un reportaje transmitido por Tele 13, el alcalde de Maipú, Tomás Vodanovic, denunció a la administración de Barriga por el desvío de $ 1 900 000 000, los cuales estaban destinados al desarrollo de la sanitaria municipal SMAPA pero fueron utilizados para construir un spa para adultos mayores.

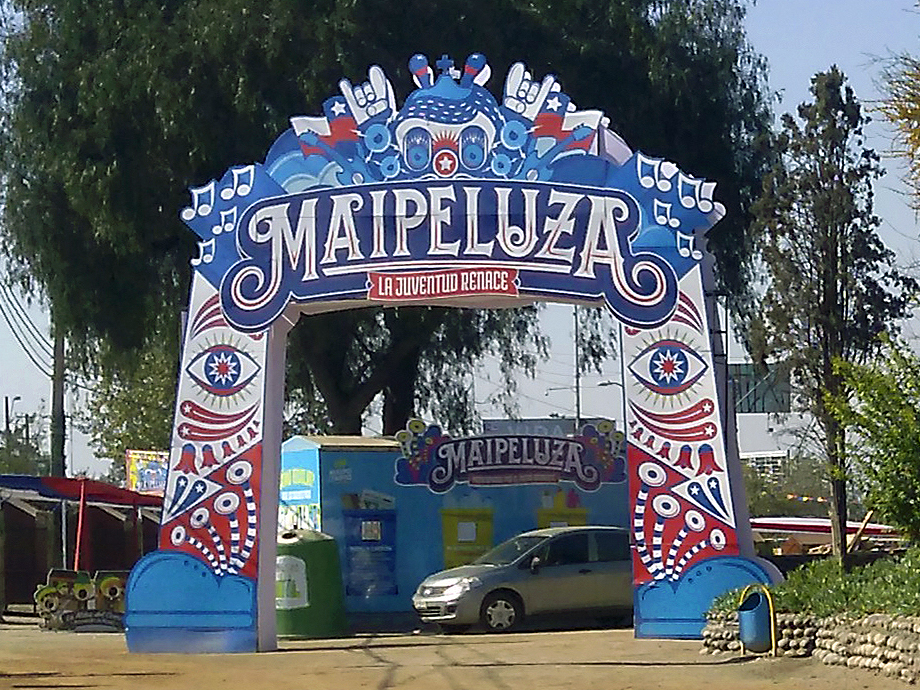
Barriga fue denunciada por tres concejales ante la Contraloría General de la República por haber eludido procesos de licitación para realizar el multitudinario festival «Maipeluza» en el Cerro Primo de Rivera en 2018.

El 16 de enero de 2024, Barriga fue formalizada por los delitos reiterados de fraude al fisco y falsificación de instrumento público junto a otros colaboradores y exfuncionarios de la Municipalidad de Maipú. En la audiencia de formalización de cargos, la Fiscalía se refirió a la gestión de la exalcaldesa como «una política de gobernanza municipal fraudulenta». Como medida cautelar mientras se espera sentencia, el juez a cargo del caso decidió ponerle en arresto domiciliario, medida que fue criticada y considerada un privilegio por la Fiscalía Nacional, la cual estimó que debería haber quedado en prisión preventiva, dado que el arresto domiciliario también descuenta días de prisión ante una eventual sentencia.
En 12 de noviembre de 2024, el arresto domiciliario de Barriga fue revocado y se le dictó prisión preventiva, siendo trasladada al Centro Penitenciario Femenino de San Miguel. Junto con lo anterior, la Fiscalía inició una investigación para determinar la veracidad del informe médico de su hijo menor, el cual indicaba que padecía TEA y necesitaba hipoterapia, por tanto, le habría servido a Barriga como justificación para permanecer once meses en arresto domiciliario. Según un sumario hecho en la municipalidad de El Quisco, una funcionaria a cargo del Centro de Neurodesarrollo de esa comuna habría ofrecido dinero a una psicopedagoga para redactar un informe médico sobre el hijo de Barriga, a quien no conocía previamente.
El 18 de diciembre de 2024, la prisión preventiva de Barriga fue revocada y puesta nuevamente en arresto domiciliario. Una semana después, la Corte de Apelaciones de Santiago revirtió esta decisión y Barriga fue puesta en prisión preventiva otra vez. Antes de reingresar al Centro Penitenciario Femenino de San Miguel, Barriga publicó un video de ocho minutos en su cuenta de TikTok para criticar a quienes la acusaban de utilizar la condición del espectro autista de su hijo para obtener beneficios judiciales. En el video, Barriga exhibió al niño a rostro descubierto, mencionó su nombre y le provocó una desregulación al tomar uno de sus objetos. Esto generó críticas no solo en redes sociales, sino también de la Defensoría de la Niñez y de la Federación Nacional de Autismo. El 17 de febrero de 2025, la prisión preventiva de Barriga fue revocada nuevamente y volvió al arresto domiciliario total. Ocho días después, la Corte de Apelaciones de Santiago ordenó el regreso de Barriga al Centro Penitenciario Femenino de San Miguel.
Tras un requerimiento presentado por seis concejales de Maipú en 2021, el Primer Tribunal Electoral Regional de Santiago sentenció el 25 de marzo de 2025 la inhabilidad de Barriga para ejercer cargos públicos durante cinco años. El tribunal confirmó que vulneró principios de la gestión pública durante su administración, entre 2016 y 2021, al usar recursos municipales para promoción personal, omitir acuerdos del Concejo y realizar contrataciones irregulares, entre otros cargos.
El 9 de abril de 2025, la Sexta Sala de la Corte de Apelaciones de Santiago acogió la solicitud que hizo la defensa de Barriga y sustituyó la medida de prisión preventiva por arresto domiciliario parcial nocturno y arraigo nacional.

## Participaciones en televisión

### Programas de televisión
| Año       | Programa              | Rol          | Canal       |
| --------- | --------------------- | ------------ | ----------- |
| 1996-1999 | Maldita sea           | Modelo       | Rock & Pop  |
| 2000-2003 | Mekano                | Modelo       | Mega        |
| 2004      | Morandé con compañía  | Participante | Mega        |
| 2005      | La granja VIP         | Participante | Canal 13    |
| 2007      | Cantando por un sueño | Participante | Canal13     |
| 2012      | Fiebre de baile       | Participante | Chilevisión |
| 2023      | Me late estelar       | Panelista    | Zona Latina |

Otras apariciones
| Año  | Programa               | Rol      | Canal                        |
| ---- | ---------------------- | -------- | ---------------------------- |
| 2014 | Primer plano           | Invitada | Chilevisión                  |
| 2015 | Mujeres primero        | Invitada | La Red                       |
| 2016 | Vértigo                | Invitada | Canal 13                     |
| 2016 | Mentiras verdaderas    | Invitada | La Red                       |
| 2018 | Contra viento y marea  | Cameo    | Canal 13                     |
| 2018 | Cada día mejor         | Invitada | La Red                       |
| 2023 | El purgatorio          | Invitada | Canal 13                     |
| 2023 | Como Pedro por su casa | Invitada | Televisión Nacional de Chile |

## Historial electoral
| Año  | Tipo                  | Territorio                                       | Pacto       | Partido    | Votos  | %     | Resultado          |
| ---- | --------------------- | ------------------------------------------------ | ----------- | ---------- | ------ | ----- | ------------------ |
| 2013 | Consejeros regionales | Circunscripción provincial de Santiago occidente | Alianza     | ILJ        | 54 844 | 23.57 | Consejera regional |
| 2016 | Municipales           | Maipú                                            | Chile Vamos | Ind. (UDI) | 35 283 | 36.29 | Alcaldesa          |
| 2021 | Municipales           | Maipú                                            | Chile Vamos | Ind.       | 43 137 | 22.37 | No electa          |

## Premios y nominaciones
- Premiación de Mujeres Líderes 2017 de El Mercurio[71]

| Año  | Premio       | Categoría                   | Resultado | Ref.   |
| ---- | ------------ | --------------------------- | --------- | ------ |
| 2016 | Mom's Awards | Mamá Responsabilidad Social | Ganadora  | [ 72 ] |
| 2017 | Mom's Awards | Mamá Responsabilidad Social | Ganadora  | [ 73 ] |
| 2018 | Mom's Awards | Mamá Responsabilidad Social | Ganadora  | [ 74 ] |